# Cautires linardi
Cautires linardi – gatunek chrząszcza z rodziny karmazynkowatych i podrodziny Lycinae.
Gatunek ten opisany został po raz pierwszy w 2016 roku przez Alice Jiruskovą, Michala Motykę i Ladislava Bocáka z Uniwersytetu Palackiego na łamach European Journal of Taxonomy. Opisu dokonano na podstawie okazów odłowionych w 2003 i 2013 roku. Jako miejsce typowe wskazano północne stoki góry Jasar. Epitet gatunkowy nadano na cześć Benjamina Linarda z Muzeum Historii Naturalnej w Londynie.
Chrząszcz o smukłym ciele długości około 11,6 mm. Ubarwiony jest całkowicie czarno. Mała głowa zaopatrzona jest w tęgie, blaszkowate czułki, u których blaszka szóstego członu jest trzykrotnie dłuższa niż jego trzon, oraz w stosunkowo duże, półkuliste oczy złożone o średnicach wynoszących 1,08 ich rozstawu. Przedplecze ma około 1,7 mm długości, 2,5 mm szerokości, tępe kąty przednie, silnie wyniesione i wklęsłe krawędzie boczne oraz ostro wystające kąty tylne. Listewki dzielą jego powierzchnię na siedem komórek (areoli), z których środkowa jest kompletna i przylega do tylnego brzegu przedplecza. Pokrywy mają równoległe boki i powierzchnię podzieloną dobrze rozwiniętymi żeberkami podłużnymi pierwszorzędowymi i drugorzędowymi oraz gęsto, nieregularnie rozmieszczonymi żeberkami poprzecznymi na komórki (areole). Genitalia samca cechują się bardzo smukłym prąciem z lekko rozszerzoną i tępo zwieńczoną częścią wierzchołkową.
Owad orientalny, endemiczny dla Malezji, znany tylko z dwóch lokalizacji w stanie Pahang. Spotykany był na wysokości 1550 m n.p.m.